# 1968 v loďstvech
Tento článek obsahuje významné události v oblasti loďstev v roce 1968.

## Události
25. ledna (nebo krátce poté)
- Izraelská konvenční ponorka INS Dakar (ex HMS Totem) se potopila ve východním Středomoří. Všech 69 členů posádky zahynulo.

27. ledna
- Francouzská konvenční ponorka Minerve třídy Daphné se potopila ve Lvím zálivu. Všech 52 členů posádky zahynulo.

8. března
- Sovětská konvenční ponorka K-129 se potopila v Tichém oceánu. Všech 96 členů posádky zahynulo.

22. května
- Americká jaderná ponorka USS Scorpion třídy Skipjack se potopila v severním Atlantiku. Všech 99 členů posádky zahynulo.

## Lodě vstoupivší do služby
- 5. ledna –  USS Pargo (SSN-650) – ponorka třídy Sturgeon
- 14. ledna –  Alpino (F 580) – fregata třídy Alpino
- 25. ledna –  USS Gato (SSN-615) – ponorka třídy Thresher
- 15. února –  Hessen (D 184) – torpédoborec třídy Hamburg
- 1. dubna –  Orage (L 9022) – doková výsadková loď třídy Ouragan
- 28. dubna –  Carabiniere (F 581) – fregata třídy Alpino
- 28. června –  USS Hammerhead (SSN-663) – ponorka třídy Sturgeon
- 4. července –  HMS Andromeda (F57) – fregata Typu 12I Leander
- 17. srpna –  USS Tautog (SSN-639) – ponorka třídy Sturgeon
- 7. září –  USS John F. Kennedy (CV-67) – letadlová loď třídy John F. Kennedy
- 28. září –  HMS Repulse (S23) – raketonosná ponorka třídy Resolution
- 12. října –  USS Whale (SSN-638) – ponorka třídy Sturgeon
- 15. listopadu –  HMS Renown (S26) – raketonosná ponorka třídy Resolution
- 6. prosince –  USS Gurnard (SSN-662) – ponorka třídy Sturgeon